# Удружење „Веште руке” Панчево
Удружење „Веште руке” Панчево је невладино, нестраначко и непрофитно удружење основано на неодређено време ради остваривања циљева у области културе, науке, туризма, образовања и социјалне политике. Налази се у улици Јоакима Вујића бр. 2Ц.

## Историјат
Удружење „Веште руке“ је основано 9. маја 2016. са циљем очувања и неговања народне културе, традиције и старих заната кроз израду ручних радова, одржавањем едукативних семинара и учествовањем на разним манифестацијама. Активно сарађују са свим организацијама чији су чланови особе са потешкоћама у интелектуалном развоју. Заједно са осамнаест удружења са територије града Панчева учествују у раду Савета за родну равноправност града Панчева. Одржали су радионицу за децу „Новогодишње чаролије” у оквиру трећег дана Новогодишњег базара 21. децембра 2019.
Као излагачи су учествовали на „Сајму стваралаштва сеоских жена у Војводини” 28. септембра у Шиду, Међународном дану жена у Јабуци 6. октобра, првој Червишијади у Тешици и манифестацији „Иђошке ђаконије” 12. октобра, Данима дуња и јесењих плодова у Владимировцу 26. октобра, Данима повртара „Глогоњска јесен” – Купусијада 27. октобра, Етно сајму хране и пића 24. новембра, Божићно–новогодишњем вашару у Ковачици 22. децембра и Новогодишњем вашару у Сефкерину 28. децембар 2019, манифестацији „Славски колач” 16. фебруара 2020, Панчевачком новогодишњем базару 25. децембра 2021. и Данима Вајферта од 1. до 3. јула 2022.
Први пројекат по којем су постали препознатљиви како на локалном тако и на националном нивоу, а који се и даље реализује, је „Домаћинство у настави”. У оквиру пројекта ученици виших разреда основне школе уче да израђују ручне радове од различитих материјала и стичу нова знања о улози породице у формирању културе понашања, становања и исхране. Године 2017. су покренули манифестацију „Пролећни дани” на коме удружења и појединци посетиоцима представљају своје ручне радове и на тај начин промовишу народну културу и традицију свог краја. Од 2018. се у оквиру манифестације организују такмичења за најлепше везено јастуче и везену марамицу. Године 2024. је расписан конкурс за израду ручно везаног јастучета, реплике старог јастучета и ручно веза марамице. Председница Удружење „Веште руке“ је Јелка Ђорђевић.

## Пројекти
Пројекти Удружења „Веште руке” Панчево су:
- Манифестација „Пролећни дани” јануар – мај 2017.
- „Од лековитог биља до успеха” август – октобар 2017.[20]
- „Културно наслеђе Србије” јануар – јун 2018.
- Манифестација „Пролећни дани” јануар – мај 2018.
- „Културно наслеђе Србије” јануар – јун 2019.
- Манифестација „Пролећни дани” јануар – мај 2019.
- „Везом до самосталности” 2020.
- Манифестација „Пролећни дани” јануар – мај 2021.
- „Обука за пустовање вуне” октобар – новембар 2021.
- Манифестација „Пролећни дани” јануар – мај 2022.
- Манифестација „Пролећни дани” новембар 2022 — мај 2023.